# Puy
Puy é uma comuna francesa na região administrativa da Nova Aquitânia, no departamento da Gironda. Estende-se por uma área de 8,26 km². Em 2010 a comuna tinha 410 habitantes (densidade: 49,6 hab./km²).